# جرائم المستقبل (فلم 1970)
جرائم المستقبل (بالإنجليزية: Crimes of the Future) هو فيلم خيال علمي كندي من تأليف وإخراج ديفد كروننبرغ. تدور أحداث الفيلم في عام 1997.

## روابط خارجية
مقالات تستعمل روابط فنية بلا صلة مع ويكي بيانات